# Společnost pro soukromá hudební vystoupení
Společnost pro soukromá hudební vystoupení (německy Verein für musikalische Privataufführungen) byla zájmová organizace hudebníků a úzkého kruhu přátel hudby založená v roce 1918 ve Vídni. 
Jejím smyslem bylo srozumitelné zpřístupnění nově komponované hudby prostřednictvím pečlivě nacvičených představení členům, kteří mají skutečný zájem, i hudební veřejnosti.

## Historie

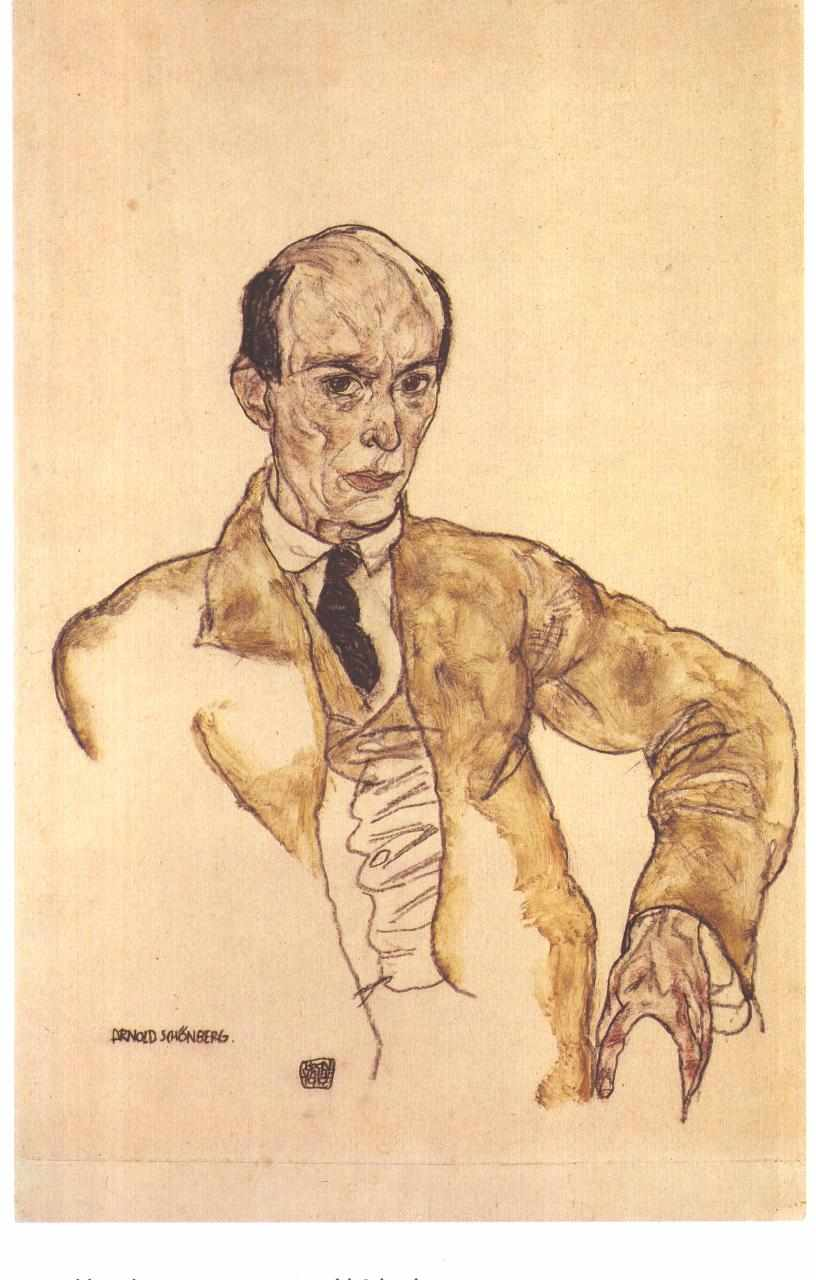
Arnold Schönberg v roce 1917. Malba Egona Schieleho

Společnost založil hudební skladatel Arnold Schönberg na podzim roku 1918. Během tří let od února 1919 do 5. prosince 1921, kdy musela společnost ukončit svoji činnost kvůli hyperinflaci v Rakousku, uvedla 353 představení 154 děl na 117 koncertech, kterých se zúčastnilo celkem 79 jednotlivců a souborů.
Pokud to okolnosti umožňovaly, koncerty se konaly jednou týdně, přičemž každý program sestával výhradně z děl od období „od Mahlera po současnost“. Rozsah hudby byl velmi široký, přičemž „přizvaní“ skladatelé nebyli pouze ze „Schönbergova kruhu“, nýbrž všichni, kteří měli (jak sám Schönberg uvedl) „skutečnou tvář nebo jméno“.
Během prvních dvou let Společnosti se Schönberg bránil provedení svých vlastních skladeb. Místo toho byla na programu díla Bély Bartóka, Albana Berga, Ferruccia Busoniho, Clauda Debussyho, Ericha Wolfganga Korngolda, Gustava Mahlera, Maurice Ravela, Maxe Regera, Erika Satieho, Richarda Strausse, Igora Stravinského, Antona Weberna a mnoha dalších.
Pro tyto akce byli vybíráni nejuznávanější mladí hudebníci, kteří byli k dispozici, a každé dílo bylo intenzivně zkoušeno, a to buď pod řízením samotného Schönberga, nebo jím konkrétně jmenovaným Vortragsmeisterem („mistrem provedení“). Mezi tyto mistry patřili Berg, Webern, Benno Sachs, Rudolf Kolisch, Erwin Stein a Eduard Steuermann). Hlavním cílem byla jasnost a srozumitelnost hudební prezentace, kdy bylo divákům někdy povoleno slyšet „otevřené zkoušky“ a složitá díla se někdy hrála vícekrát na stejném koncertu (někdy až pětkrát nebo šestkrát, aby bylo možné si opakovaně poslechnout skladby nebo jejich části).
Na představení byli vpouštěni pouze ti, kteří se k organizaci připojili. Záměrem bylo zabránit účasti „senzacechtivých“ členů vídeňské veřejnosti (kteří by se účastnili s úmyslem rušit a pískat na klíče) a také z důvodu vyloučení nepřátelských kritiků, kteří by poté na skladby útočili v novinových sloupcích. Na dveřích byla vyvěšena cedule s nápisem: Kritikern ist der Eintritt verboten („Kritikům je vstup zakázán“).
Program akce nebyl odhalen předem a po provedení skladby nebyl povolen ani potlesk, ani jakýkoli projev nesouhlasu.
27. května 1921 Schönberg zorganizoval mimořádný koncert, aby v době hyperinflace získal peníze na další činnost Společnosti. Na programu byly čtyři valčíky Johanna Strausse v komorním aranžmá pro smyčcové kvarteto, klavír a harmonium. Skladby „Rosen aus dem Süden“ a „Lagunen-Walzer“ upravil Schönberg, píseň „Wein, Weib und Gesang“ upravil Alban Berg, „Schatz-Walzer“ z Cikánského barona Anton von Webern. Na závěr koncertu pak byly podepsané autografy partitur vydraženy.
I přesto musela společnost být zrušena a jeden z nejambicióznějších projektů - aranžmá Hanse Eislera, Karla Rankla a Erwina Steina Brucknerovy Symfonie č. 7 - zůstal neproveden.
Pod záštitou dirigenta Alexandra von Zemlinského působila od dubna 1922 do května 1924 v Praze nástupnická společnost, v níž byl Schönberg čestným prezidentem a „výkonnými řediteli“ Heinrich Jalowetz a Viktor Ullmann. V době svého vrcholu měla společnost přes 400 členů, podstatně více než předtím společnost vídeňská. Na rozdíl od vídeňské společnosti (jejímiž členy byli převážně profesionální hudebníci) pocházeli členové pražské společnosti převážně z řad amatérské veřejnosti. Dle studie publikované v roce 1974 se rekrutovali ze „zaměstnanců státní správy, spisovatelů, lékařů, právníků, učitelů univerzit a škol, podnikatelů, herců a malířů“, ale také „studentů a hudebníků všeho druhu“.
V tradici společnosti pokračuje mnichovský soubor Taschenphilharmonie a také Linos Ensemble.